# Centaurium intermedium
Centaurium intermedium là một loài thực vật có hoa trong họ Long đởm. Loài này được (Pollini) Druce mô tả khoa học đầu tiên năm 1905.